# Edmond Pilon
Edmond Pilon, né le 19 novembre 1874 à Paris 2e, mort le 20 janvier 1945 à Paris 5e, est un poète, critique littéraire, essayiste et éditeur français.

## Biographie
Edmond Pilon est tour à tour poète, critique littéraire, essayiste et éditeur. Ses débuts sont marqués par l'école symboliste.
Dès 1893, il collabore à diverses revues comme L'Épreuve, Journal-Album d'art fondée par Maurice Dumont, L'Ermitage (grâce à laquelle il se lie d’amitié avec René Boylesve), La Vogue, La Revue bleue, La Revue blanche, La Plume (où il décroche une chronique régulière de 1900 à 1902), et enfin La Nouvelle Revue française.
A vingt-quatre ans, il a déjà fait paraître deux plaquettes de poèmes : Poèmes de mes Soirs (Paris, Vanier, 1896) et La Maison d’Exilé (Paris, Mercure de France, 1898). Il est l'auteur du premier ouvrage critique sur Octave Mirbeau. Par la suite, il s'illustre dans le portrait littéraire, mêlant anecdotes biographiques et reconstruction imaginaire. Essayiste prolifique aujourd'hui oublié, il travaille dans les années 1920 pour le compte de l'éditeur Henri Piazza.
On lui doit un grand nombre d’éditions de classiques des XVIIe et XVIIIe siècles, deux éditions des Mémoires du duc de Lauzun, et des études sur Chardin, Greuze et Watteau.
La bibliothèque d'Edmond Pilon, constituée de centaines d'éditions originales enrichies d'envois autographes et de lettres manuscrites, est passée à sa mort à son amie la poétesse Cécile Périn. En 1997, Viviane Isambert-Jamati et Lise Jamati, petites-filles de Cécile et Georges Périn, font don de la bibliothèque d'Edmond Pilon et des époux Périn à la Bibliothèque universitaire du Saulcy (Université de Metz, aujourd'hui Université de Lorraine).

## Distinction
- Prix Kastner-Boursault de l'Académie française en 1920[4]
- Prix Lasserre (littérature) en 1925[5]